# 聖ペドロ・ノラスコに現れる聖ペテロ
『聖ペドロ・ノラスコに現れる聖ペテロ』（せいペドロ・ノラスコにあらわれるせいペテロ、西: Aparición de san Pedro a san Pedro Nolasco, 英: Saint Peter Nolasco's Vision of Saint Peter the Apostle）は、スペインのバロック絵画の巨匠フランシスコ・デ・スルバランが1629年にキャンバス上に油彩で制作した絵画である。画面下部に「FRANCISCUS Đ ZURBARAN/ FACIEBAT. 1629.」と署名と制作年が記されている。13世紀にメルセダリオス・カルサードス会をスペインに設立した聖ペドロ・ノラスコを主題としており、本来、本作は彼を描いた22点の連作に含まれていた。1808年に絵画はセビーリャ大聖堂のマヌエル・ロペス・セペロ司祭により購入され、1821年に彼は自身のコレクションとともに国王フェルナンド7世に譲渡した。現在、マドリードのプラド美術館に所蔵されている。 

## 作品

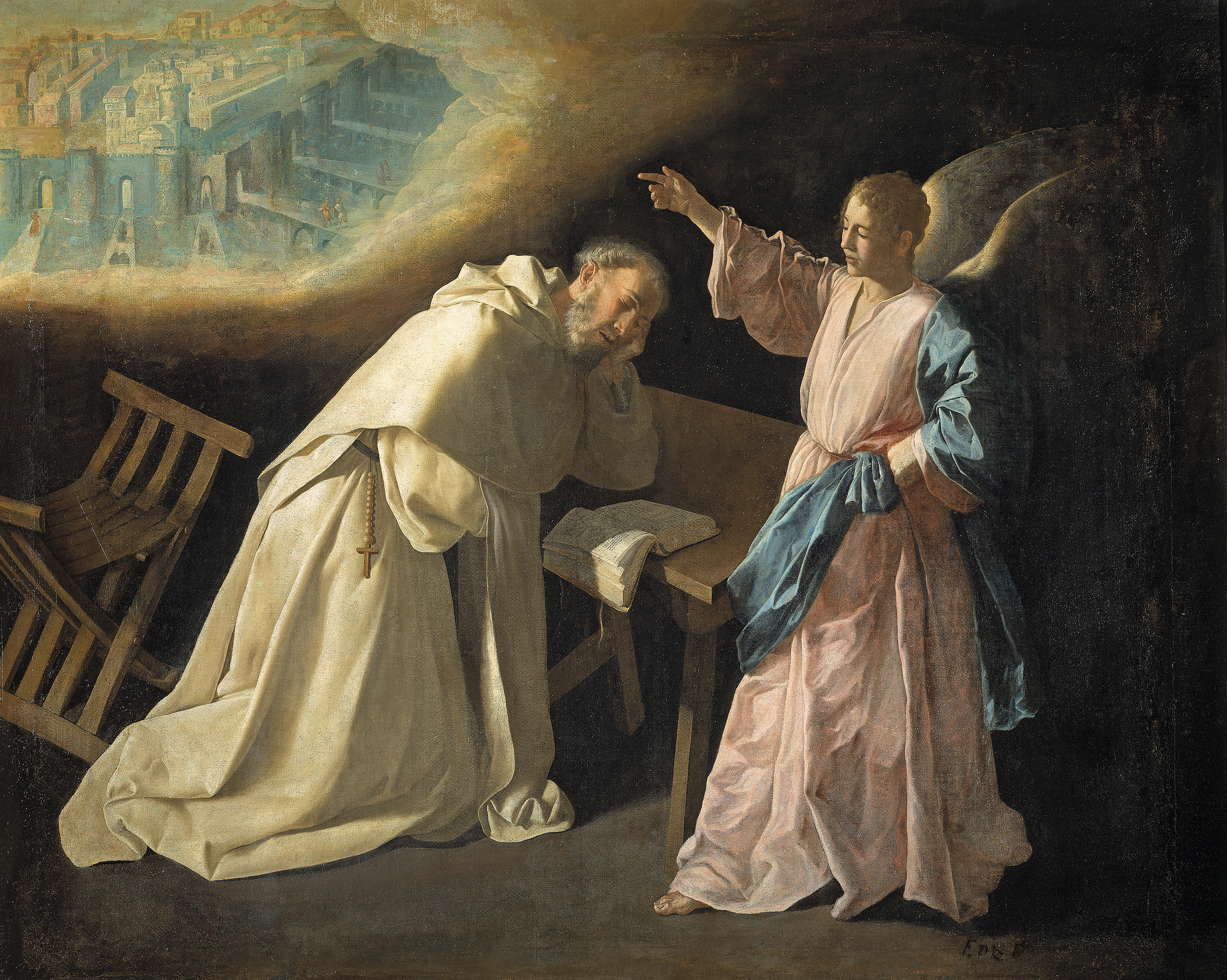
スルバラン『聖ペドロ・ノラスコの幻視』プラド美術館

上記の連作は、ノラスコの幻視を描いたものと彼の生涯にまつわるものに大別されるが、本作は対になる『聖ペドロ・ノラスコの幻視』 (プラド美術館) とともに幻視を題材としたものである。両作は、ともにメルセダリオス・カルサードス修道会（メルセド騎士団、レコンキスタの時期にイスラムの所有者に捕えられていたキリスト教徒の奴隷を買い戻した）がメルセダリオス・カルサードス修道院 (現在のセビーリャ美術館)  のために、メルセダリオス・カルサードス会と修道院を設立したペドロ・ノラスコが教皇ウルバヌス8世から列聖された年に委嘱された。メルセダリオス・カルサードス修道会はまた、ペドロ・ノラスコの列聖の折に他の20点の絵画も委嘱したが、本作と対作品に加えて9点が現存するのみである。
本作は、ペドロ・ノラスコが聖ペテロの墓を尋ねるためにローマへ行けるよう、夜間に静かに祈っている瞬間が描かれている。その時、逆さまに磔になった使徒の聖ペトロが殉教した時と同じように十字架に逆さ吊りにされた姿でペドロ・ノラスコの前に現れる。 ペテロはペドロ・ノラスコにスペインをキリスト教化するよう励ます。
ペテロは部屋の奥行きをかき消すオレンジ色の地を背に顕現しており、床は壁に溶け込み、壁は天井と融合している。このような非合理の領域に、幻視が鋭く明確なリアリズムをもって現れる。ペテロの両目は大きく見開かれ、頭部に下がってくる血液の圧力によって飛び出さんばかりに描かれている。それに対して、ペドロ・ノラスコの反応は驚くほど冷静で、両手こそ広げているが、身体は白い修道服の下で静止している。2人の聖人は深い闇の中に包まれ、すべての周囲の環境から抽象化されており、時間と空間を超えた精神的合体の中でお互いを凝視している。
スルバランの初期の作品であるが、神秘的な題材を現実的に描写する作風と、ペドロ・ノラスコの修道服に見られるような柔らかな質感を表現する繊細さなど、円熟期の画家の作品に見られる特徴がすでに現れている。